# Епархия Папантлы
Епархия Папантлы (лат. Dioecesis Papantlensis) — епархия Римско-католической церкви с центром в городе Папантла, Мексика.

## История
24 ноября 1922 года Римский папа Пий XI издал буллу «Orbis catholici», которой учредил епархию Папантлы, выделив её из Архиепархия Халапы.

## Ординарии епархии
- епископ Nicolás Corona y Corona (1922—1950);
- епископ Luis Cabrera Cruz (1950—1958);
- епископ Alfonso Sánchez Tinoco (1959—1970);
- епископ Серхио Обесо Ривера (1971—1974);
- епископ Genaro Alamilla Arteaga (1974—1980);
- епископ Lorenzo Cárdenas Aregullín (1980—2012);
- епископ Jorge Carlos Patrón Wong (2012 — 21.09.2013), назначен секретарём по делам семинарий Конгрегации по делам духовенства;
- епископ José Trinidad Zapata Ortíz (с 20.03.2014).